# Friedrich III. von Plankenfels
Friedrich III. von Plankenfels († 24. Mai 1457 in Salzburg) war 1450 bis 1457 Bischof von Regensburg. 

## Leben
Friedrich entstammte dem ritterbürtigen Geschlecht von Plankenfels, dessen Stammburg die Burg Plankenfels war. Zusammen mit seinem Bruder Ulrich von Plankenfels, 1453–1467 Bischof von Chiemsee, war Friedrich 1423 an der Universität Wien immatrikuliert. Er erwarb den akademischen Titel eines Doktor decretorum (Dr. decr.) und verfügte über mehrere Pfründen an den Domstiften Bamberg, Freising und Regensburg, wo er seit 1448 auch Kustos war.
Nach dem Tod des Regensburger Bischofs Friedrich von Parsberg wurde Friedrich von Plankenfels am 23. Januar 1450 vom Domkapitel zu dessen Nachfolger gewählt. Nachdem sein Vorgänger erstmals für Regensburg einer Wahlkapitulation zugestimmt hatte, wurden die darin geregelten Vereinbarungen im Umgang des neuen Bischof mit den Domherren weiter ausgearbeitet. Friedrich III. verpflichtete sich unter anderem dazu, sich im Falle von Meinungsverschiedenheiten mit dem Domkapitel einem Schiedsrichter oder Metropoliten zu unterwerfen und den finanziellen Schaden, der durch seinen Vorgänger mit dem Verkauf von bischöflichen Gütern entstanden war, so weit wie möglich wieder auszugleichen. Zudem sollte die vom Basler Konzil verfügte Unveräußerlichkeit von Donaustauf, Wörth und Hohenburg bestehen bleiben. Die päpstliche Bestätigung der Wahl erfolgte am 23. März 1450, und am 31. Mai 1450 wurde Friedrich vom Salzburger Metropoliten Friedrich IV. Truchsess von Emmerberg im Salzburger Dom zum Bischof geweiht. Am 10. November wurden ihm von König Friedrich III. in Wiener Neustadt die Regalien überreicht. Wegen der damit verbundenen reichsfürstlichen Pflichten zog er mit König Friedrich im Spätherbst 1451 nach Rom, wo er im März 1452 dessen Kaiserkrönung beiwohnte.
Während seiner Amtszeit als Bischof von Regensburg nahm Friedrich von Plankenfels 1451 an der Salzburger Provinzialsynode teil. Die vom Kardinallegaten Nikolaus von Kues und dem Melker Prior Johannes Schlitpacher in Gang gesetzte Kirchen- und Klosterreform unterstützte er in vollem Umfang. Die Beschlüsse der Salzburger Provinzialsynode von 1456, an der er wiederum teilnahm, promulgierte er im Frühjahr 1457 auf einem Konvent des Regensburger Diözesanklerus. Es handelte sich dabei unter anderem um die Heiligung des Sonntags, die Ablasspraxis, die Bekämpfung der Hussiten und den Anteil der Pfarrer am Zehnten bzw. an den Kollekten.
Die Bedrohung durch die Hussiten war nach wie vor nicht gebannt. Für die Zeit Friedrichs III. sind Fälle überliefert, in denen deutsche Adelige Geistliche verrieten, die nach Böhmen verschleppt wurden oder sich gegen Lösegeld freikaufen mussten. Diese subtile Fortsetzung vorausgegangener Auseinandersetzungen thematisierte der Bischof auch auf der Provinzialsynode von Salzburg. 
Friedrich von Plankenfels starb am 24. Mai 1457 in Salzburg. Sein Leichnam wurde im Regensburger Dom beigesetzt.